# Absolute Let's Dance opus 5
Absolute Let's Dance opus 5, kompilation i serien Absolute Dance udgivet i 1994. 

## Spor
1. Prince Ital Joe feat. Marky Mark – "United" (Radio Edit)
2. Corona feat. Ice Mc – "The Rhythm Of The Night" (Space RMX)
3. Magic Affair – "Omen III" (Single Edit)
4. 2 Unlimited – "The Real Thing"
5. Maxx – "No More (I Can't Stand It)" (Airplay Mix)
6. The Overlords – "God's Eye" (7" Edit)
7. The Grid – "Swamp Thing" (Radio Mix)
8. Reel 2 Real feat. The Mad Stuntman – "Go On Move" (Erick "More" '94 Vocal Mix Edit)
9. Dr. Alban – "Look Whos Talking!" (Short)
10. Nice Device – "Funky Monkey"
11. Jaki Graham – "Ain't Nobody"
12. Mirah – "I Can Hear Your Heartbeat" (Radio Remix)
13. Basic Element – "Touch" (Radio Edit)
14. Whigfield – "Saturday Night" (Radio Mix)
15. Sound Of Seduction – "A Love Like 7" (Radio version)
16. Ice Mc – "Think About The Way" (Radio Mix)
17. Fun Factory – "Close To You" (Radio Edit)
18. Co.Ro – "I Just Died In Your Arms" (7" Edit Remix)
19. Capital Sound – "In The Night" (Album version)